# Corsicaans kalkgraslanddikkopje
Het Corsicaans kalkgraslanddikkopje (Spialia therapne) is een vlinder uit de familie dikkopjes (Hesperiidae). De wetenschappelijke naam is voor het eerst geldig gepubliceerd in 1832 door Rambur.
De soort komt voor in Europa, op de mediterrane eilanden Corsica en Sardinië.